# Slow It Down (Benson Boone)
Slow It Down è un singolo del cantante statunitense Benson Boone, pubblicato il 21 marzo 2024 come secondo estratto dal primo album in studio Fireworks & Rollerblades.

## Video musicale
Il video musicale, diretto da Matt Eastin, è stato reso disponibile in concomitanza con l'uscita del brano attraverso il canale YouTube dell'interprete.

## Tracce
Testi e musiche di Benson Boone, Jackson LaFrantz, Connor McDonough, Riley McDonough e Jason Evigan.
1. Slow It Down – 3:00

## Formazione
Hanno partecipato alle registrazioni, secondo le note di copertina di Fireworks & Rollerblades:
- Benson Boone – voce
- Connor McDonough – cori, batteria, basso, pianoforte, organo, chitarra, programmazione, produzione, registrazione
- Jason Evigan – cori, batteria, basso, pianoforte, organo, chitarra, programmazione, produzione, registrazione
- Riley McDonough – cori, batteria, basso, pianoforte, organo, chitarra, programmazione, produzione, registrazione
- Jackson LaFrantz – cori
- Jackson Rau – registrazione
- Idania Valencia – mastering
- Alex Ghenea – missaggio

## Classifiche

### Classifiche settimanali
| Classifica (2024) | Posizione massima |
| ----------------- | ----------------- |
| Australia         | 22                |
| Austria           | 27                |
| Belgio (Fiandre)  | 20                |
| Belgio (Vallonia) | 7                 |
| Canada            | 19                |
| Estonia           | 12                |
| Francia           | 81                |
| Germania          | 90                |
| Irlanda           | 15                |
| Norvegia          | 14                |
| Nuova Zelanda     | 18                |
| Paesi Bassi       | 32                |
| Portogallo        | 93                |
| Regno Unito       | 14                |
| Repubblica Ceca   | 60                |
| Slovacchia        | 93                |
| Stati Uniti       | 32                |
| Svezia            | 39                |
| Svizzera          | 27                |

### Classifiche di fine anno
| Classifica (2024) | Posizione |
| ----------------- | --------- |
| Australia         | 33        |
| Canada            | 31        |
| Estonia           | 43        |
| Nuova Zelanda     | 33        |
| Paesi Bassi       | 50        |
| Portogallo        | 185       |
| Regno Unito       | 31        |
| Stati Uniti       | 41        |
| Svizzera          | 52        |